# E. 앨런 에머슨

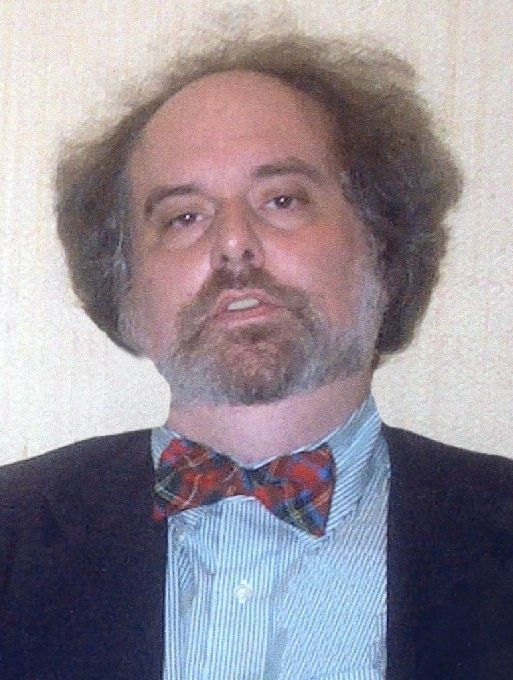
2022년 모습

E. 앨런 에머슨(E. Allen Emerson, 본명: 어니스트 앨런 에머슨 2세, Ernest Allen Emerson II, 1954년 6월 2일 ~ 2024년 10월 15일)은 미국의 컴퓨터 과학자이자 2007년 튜링상 수상자이다. 텍사스 대학교 오스틴의 교수이자 리전트(Regents) 의장이었다.
에머슨은 소프트웨어 및 하드웨어의 공식 검증에 사용되는 기술인 모델 검사의 발명 및 개발에 대해 에드먼드 M. 클라크 및 조셉 시파키스와 함께 인정을 받았다. 시간 논리 및 모달 논리에 대한 그의 기여에는 동시 시스템 검증에 사용되는 계산 트리 논리(CTL) 및 확장 CTL*의 도입이 포함된다. 또한 많은 모델 검사 알고리즘에서 발생하는 조합 폭발을 해결하기 위해 상징적 모델 검사를 개발한 공로로 다른 사람들과 함께 인정받고 있다.